# Leonhard Schaflitzl
Leonhard Schaflitzl (* 18. Jahrhundert oder 19. Jahrhundert; † 19. Jahrhundert oder 20. Jahrhundert) war ein schwäbischer Bierbrauer und Landwirt.
Schaflitzl war in Zusamaltheim ansässig. 1849 war er Mitglied der Bayerischen Kammer der Abgeordneten für den Regierungsbezirk Augsburg (Wb.Augsburg/Schw/N).